# Muaither Sports Club

El Muaither Sports Club (en árabe: نادي معيذر الرياضي) es un club de fútbol con sede en la ciudad de Rayán (Catar). Actualmente juega en la Segunda División de Catar.

## Historia
El club fue fundado en 1996 como Al Shabab. Cambió su nombre por el de Al Muaither Sports Club en 2004 por decisión del Comité Olímpico de Catar.
En 2003, Muaither SC se convirtió en el primer equipo en la historia de la Segunda División de Catar en ganar la Copa Sheikh Jassem derrotaron Al Wakrah 2-1 en la final.
Terminaron como subcampeón de la Segunda División en la temporada 2012 y 2013, lo que les valió jugar las eliminatorias contra Umm Salal Sports Club y Al-Arabi SC donde pierden ambos partidos (0-1 contra Umm Salal en la prórroga de 2012, así como la pérdida de 1-2 contra el Al-Arabi SC en la prórroga en 2013). Su presidente, Saleh Al-Aji presentaría una denuncia el 23 de abril contra el Al-Arabi SC con el pretexto de que estaban jugando con un jugador suspendido, Baba Keita. Esto fue de acuerdo a las estadísticas de la liga disponibles en el sitio web de la Asociación de Fútbol de Catar. La QFA finalmente el 7 de mayo del 2013 decidió que la liga de fútbol de Catar, se expandiría a 14 equipos, lo que infiere que Muaither SC sería ascendido a la primera división a pesar de perder la ronda eliminatoria.

## Palmarés
- Qatar Sheikh Jassem Cup (1): 2003